# Lista delle proiezioni cartografiche
Questa lista elenca le differenti proiezioni cartografiche.

## Lista
| Proiezione                                    | Immagine | Tipo                      | Proprietà    | Creatore                                                                  | Anno           | Note |
| --------------------------------------------- | -------- | ------------------------- | ------------ | ------------------------------------------------------------------------- | -------------- | --- |
| Cilindrica equidistante                       |          | Cilindrica                | Equidistante | Marino di Tiro                                                            | 120 circa      | Le distanze lungo i meridiani sono conservate. Caso particolare con l'equatore come parallelo di riferimento.                                                                            |
| Cassini                                       |          | Cilindrica                | Equidistante | César-François Cassini                                                    | 1745           | È la proiezione trasversale alla proiezione equirettangolare; le distanze lungo il meridiano centrale sono conservate. Le distanze perpendicolari al meridiano centrale sono conservate. |
| Mercatore                                     |          | Cilindrica                | Conforme     | Gerardo Mercatore                                                         | 1569           | Conserva gli angoli ma non le distanze. Le aree polari non sono rappresentabili. |
| Universale trasversa di Mercatore             |          | Cilindrica                | Conforme     | Carl Friedrich Gauss Johann Heinrich Louis Krüger                         | 1822           | |
| Stereografica di Gall                         |          | Cilindrica                | Compromesso  | James Gall                                                                | 1885           | |
| Cilindrica di Miller                          |          | Cilindrica                | Compromesso  | Osborn Maitland Miller                                                    | 1942           | Versione simile a quella di Mercatore per coprire le aree polari. |
| Cilindrica equivalente di Lambert             |          | Cilindrica                | Equivalente  | Johann Heinrich Lambert                                                   | 1772           | |
| Globulare di Nicolosi                         |          | Policonica                |              | Abū Rayḥān al-Bīrūnī; reinventata da Giovanni Battista Nicolosi nel 1660. | 1000 circa     | |
| Behrmann                                      |          | Cilindrica                | Equivalente  | Walter Behrmann                                                           | 1910           | |
| Hobo-Dyer                                     |          | Cilindrica                | Equivalente  | Mick Dyer                                                                 | 2002           | |
| Gall–Peters                                   |          | Cilindrica                | Equivalente  | James Gall (Arno Peters)                                                  | 1855           | |
| Sinusoidale                                   |          | Pseudo-cilindrica         | Equivalente  | Diversi (il primo è sconosciuto)                                          | 1600 circa     | |
| Mollweide                                     |          | Pseudo-cilindrica         | Equivalente  | Karl Brandan Mollweide                                                    | 1805           | |
| Eckert II                                     |          | Pseudo-cilindrica         | Equivalente  | Max Eckert-Greifendorff                                                   | 1906           | |
| Eckert IV                                     |          | Pseudo-cilindrica         | Equivalente  | Max Eckert-Greifendorff                                                   | 1906           | |
| Eckert VI                                     |          | Pseudo-cilindrica         | Equivalente  | Max Eckert-Greifendorff                                                   | 1906           | |
| Goode                                         |          | Pseudo-cilindrica         | Equivalente  | John Paul Goode                                                           | 1923           | |
| Kavrayskiy VII                                |          | Pseudo-cilindrica         | Compromesso  | Vladimir V. Kavrayskiy                                                    | 1939           | |
| Robinson                                      |          | Pseudo-cilindrica         | Compromesso  | Arthur H. Robinson                                                        | 1963           | |
| Natural Earth                                 |          | Pseudo-cilindrica         | Compromesso  | Tom Patterson                                                             | 2011           | |
| Iperellitica di Tobler                        |          | Pseudo-cilindrica         | Equivalente  | Waldo Tobler                                                              | 1973           | |
| Wagner VI                                     |          | Pseudo-cilindrica         | Compromesso  | K.H. Wagner                                                               | 1932           | |
| Collignon                                     |          | Pseudo-cilindrica         | Equivalente  | Édouard Collignon                                                         | 1865 circa     | |
| HEALPix                                       |          | Pseudo-cilindrica         | Equivalente  | Krzysztof M. Górski                                                       | 1997           | |
| Parabolica di Craster                         |          | Pseudo-cilindrica         | Equivalente  | John Craster                                                              | 1929           | |
| Proiezione quartica polare piatta             |          | Pseudo-cilindrica         | Equivalente  | Felix W. McBryde, Paul Thomas                                             | 1949           | |
| Autalica quartica                             |          | Pseudo-cilindrica         | Equivalente  | Karl Siemon, Oscar Adams                                                  | 1937, 1944     | |
| The Times                                     |          | Pseudo-cilindrica         | Compromesso  | John Muir                                                                 | 1965           | |
| Loximutale                                    |          | Pseudo-cilindrica         | Compromesso  | Karl Siemon, Waldo Tobler                                                 | 1935, 1966     | |
| Aitoff                                        |          | Pseudo-azimutale          | Compromesso  | David A. Aitoff                                                           | 1889           | |
| Hammer                                        |          | Pseudo-azimutale          | Equivalente  | Ernst Hammer                                                              | 1892           | |
| Winkel-tripel                                 |          | Pseudo-azimutale          | Compromesso  | Oswald Winkel                                                             | 1921           | |
| Van der Grinten                               |          | Altro                     | Compromesso  | Alphons J. van der Grinten                                                | 1904           | |
| Conica equidistante                           |          | Conica                    | Equidistante | Basata sulla 1ª proiezione di Tolomeo                                     | 100 circa      | |
| Conica conforme di Lambert                    |          | Conica                    | Conforme     | Johann Heinrich Lambert                                                   | 1772           | |
| Conica equivalente di Albers                  |          | Conica                    | Equivalente  | Heinrich C. Albers                                                        | 1805           | |
| Werner                                        |          | Pseudo-conica             | Equivalente  | Johannes Stabius                                                          | 1500 circa     | |
| Bonne                                         |          | Pseudo-conica, cordiforme | Equivalente  | Bernardus Sylvanus                                                        | 1511           | |
| Bottomley                                     |          | Pseudo-conica             | Equivalente  | Henry Bottomley                                                           | 2003           | |
| Policonica                                    |          | Pseudo-conica             | Compromesso  | Ferdinand Rudolph Hassler                                                 | 1820 circa     | |
| Azimutale equidistante                        |          | Azimutale                 | Equidistante | Al-Biruni                                                                 | 1000 circa     | |
| Gnomonica                                     |          | Azimutale                 | Gnomonica    | Ipparco                                                                   | 200 a.C. circa | |
| Azimutale equivalente di Lambert              |          | Azimutale                 | Equivalente  | Johann Heinrich Lambert                                                   | 1772           | |
| Stereografica                                 |          | Azimutale                 | Conforme     | Ipparco                                                                   | 200 a.C. circa | |
| Ortografica                                   |          | Azimutale                 | Prospettica  | Ipparco                                                                   | 200 a.C. circa | |
| Prospettica verticale                         |          | Azimutale                 | Prospettica  | Matthias Seutter                                                          | 1740           | |
| Equidistante a due punti                      |          | Azimutale                 | Equidistante | Hans Maurer                                                               | 1919           | |
| Quinconce di Peirce                           |          | Altro                     | Conforme     | Charles Sanders Peirce                                                    | 1879           | |
| Guyou                                         |          | Altro                     | Conforme     | Émile Guyou                                                               | 1887           | |
| Adams                                         |          | Altro                     | Conforme     | Oscar Sherman Adams                                                       | 1925           | |
| Cahill                                        |          | Poliedrica                | Compromesso  | Bernard Joseph Stanislaus Cahill                                          | 1909           | |
| Cahill-Keyes                                  |          | Poliedrica                | Compromesso  | Gene Keyes                                                                | 1975           | |
| Farfalla di Waterman                          |          | Poliedrica                | Compromesso  | Steve Waterman                                                            | 1996           | |
| Cubo sferico quadrilateralizzato              |          | Poliedrica                | Equivalente  | F. Kenneth Chan, E. M. O’Neill                                            | 1973           | |
| Fuller                                        |          | Poliedrica                | Compromesso  | Buckminster Fuller                                                        | 1943           | |
| Proiezione miriadeale                         |          | Poliedrica                | Compromesso  | Jarke J. van Wijk                                                         | 2008           | |
| Retroazimutale di Craig                       |          | Retroazimutale            | Compromesso  | James Ireland Craig                                                       | 1909           | |
| Retroazimutale di Hammer, emisfero anteriore  |          | Retroazimutale            |              | Ernst Hammer                                                              | 1910           | |
| Retroazimutale di Hammer, emisfero posteriore |          | Retroazimutale            |              | Ernst Hammer                                                              | 1910           | |
| Littrow                                       |          | Retroazimutale            | Conforme     | Joseph Johann Littrow                                                     | 1833           | |
| Authagraph                                    | [ 2 ]    | Poliedrica                | Compromesso  | Hajime Narukawa                                                           | 1999           | La mappa è stata fatta dividendo una superficie sferica in 96 triangoli uguali trasposti su un tetraedro.                                                                                |

## Chiavi

### Tipi di proiezione
Cilindrica
Nelle versioni standard, questa mappa ha una distanza costante tra i meridiani perfettamente verticali e i paralleli sono linee orizzontali.
Pseudocilindrica
Nelle versioni standard, in questa mappa meridiano e parallelo centrali sono linee rette. Gli altri meridiani e paralleli sono curvi (oppure dritti dal polo all'equatore), regolarmente distanziati lungo i paralleli.
Conica
Nelle versioni standard, in queste mappe i meridiani sono linee rette e i paralleli sono archi di cerchi.
Pseudoconica
Nelle versioni standard, le proiezioni pseudoconiche rappresentano il meridiano centrale come una linea retta, mentre gli altri meridiani sono curve complesse ed i paralleli sono archi circolari.
Azimutale
Nelle versioni standard, in queste mappe i meridiani sono linee rette e i paralleli sono cerchi concentrici completi simmetrici radialmente e la mappa è centrata sui poli. In alcune versioni viene invece rappresentato il globo centrando l'equatore, con i paralleli rappresentati come linee rette orizzontali in mappa.
Pseudoazimutale
Nelle versioni standard, in queste mappe l'equatore e il meridiano centrale sono linee rette perpendicolari tra loro. Gli altri paralleli invece sono curve complesse che divergono dall'equatore allontanandosi dal meridiano centrale, mentre i meridiani convergono verso il meridiano centrale. Le proiezioni elencate qui dopo le pseudocilindriche sono generalmente simili ad esse in forma ed obiettivo.
Other
Tipicamente calcolate tramite formule e non basate su una particolare proiezione.
Poliedrica
Le mappe poliedriche possono essere ripiegate in una approssimazione di una sfera, usando particolari proiezioni per riprodurre ogni faccia con distorsioni basse.

### Proprietà
Conforme
Preserva gli angoli localmente, permettendo che le geometrie su scala locale non siano distorte e che la scala locale sia costante in tutte le direzioni da qualsiasi punto.
Equivalente
La misura di un'area è conservata ovunque.
Compromesso
Né conforme né equivalente, ma una soluzione intermedia per ridurre globalmente le distorsioni.
Equidistante
Tutte le distanza da uno (o due) punti sono corrette. Altre proprietà di equidistanza sono menzionate nelle note.
Gnomonica
Tutti i grandi cerchi sono linee rette.
Retroazimutale
La direzione ad un punto fisso B (dalla rotta più breve) corrisponde alla direzione in mappa da A a B.